# Farve
Farve (fra plattysk varwe, verwe, tysk farbe) er et visuelt sanseindtryk, der opleves af mennesker, når lys rammer øjet. Farve opdeles i kategorier som "rød", "blå", "gul" etc. Oplevelsen af den konkrete farve er afhængig af bølgelængden af det lys, der rammer øjets stave og tappe.
Farve forbindes også med objekters fysiske egenskaber, herunder objekternes evne til at reflektere eller udsende lys. Fysiske objekter opleves således om havende forskellige farve alt efter hvilken bølgelængde af lys de reflekterer eller udsender.
Den del af det elektromagnetiske spektrum, der af mennesker opfattes som farver, er en lille del af det samlede elektromagnetiske spektrum.
Ved spektroskopisk opdeling af lys kan farver opfattes som sammensat af rene spektralfarver. Newton antog i 1704 at spektret er sammensat af syv spektralfarver, som i dag defineres i forhold til lysets bølgelængde: rød 723-647 nm, orange 647-585 nm, gul 585-575 nm, grøn 575-491 nm, blå 491-455 nm, indigo 455-424 nm, violet 424-397 nm. I 1810 kom Goethes farvelære som lagde vægt på farvernes fænomenologiske fremtræden og fremhævede at indtrykket af en farve er afhængigt af om omgivelserne er lyse eller mørke, og af om den ses sammen med kolde eller varme farver. Den såkaldte Goethe-Newton strid skyldes overvejende at Newton arbejdede med lysfarver, som blandes fysiologisk additivt, og at Goethe mest arbejdede med pigmentfarver som blandes subtraktivt.
Ved farveblanding skelner man mellem additiv og subtraktiv blanding. Ved additiv blanding, som er blanding af farvet lys, kan alle spektralfarver og mange farver, der ikke findes i spektret, blandes af rød, blå og grøn; to komplementærfarver, fx blå og gul, giver i additiv farveblanding hvidt lys. Ved subtraktiv blanding blandes pigment-farver; her kan alle farver blandes af rød, blå og gul. Nu giver gul og blå – grøn, mens to perfekte komplementærfarver, fx blå og orange, i substraktiv farveblanding giver sort. Se også farvesystem.
Ved trykning med farvede prikker (raster) kan der være tale om en både additiv og subtraktiv farveblanding.

## Farvens historie
Den første tanke om at kunne sætte farver ind i et system fandt Newton på, han lod en stribe af sollys passere gennem en prisme og observerede det lys der kom i gennem den, og fandt ud af at det blev brudt op i de rene spektralfarver, som rakte fra rød over orange, gul, grøn og blå til violet og lukkede de 2 yderfarver sammen så farvespektrumet dannede en cirkel, han tænkte på lys som partikler og antog at de forskellige farver først opstod i menneskets øje alt efter hvor stort partiklers størrelse var. En af hans konkurrenter Christiaan Huygens tænkte på lyset som bølger men den ide blev forkastet af samtiden men så igen vakt til live af Thomas Young i 1802 hvor han ved interferensforsøg viste at lys med forskellige farver har forskellige bølgelængder, det røde lys ca. 650 nm og for violet ca. 435 nm

## Farve i kortspil
I kortspil taler man om farver i to betydninger: dels om røde, henholdsvis sorte kort, dels om de fire kulører.

## Eksempler på farver
| Rosa                 | #FF99CC               |
| Lysegrøn             | #99FF99               |
| Brun                 | #993300               |
| Mørkegul             | #EEE000               |
| Lilla                | #C8A2C8               |
| Lysegult             | #FFFF99               |
| Violet               | #8000FF               |
| Mørkegrøn            | #006600               |
| Purpur (på Dansk)    | (Eng: purple) #6A0DAD |
| Abrikosfarve         | #FF5544               |
| Bronzefarve          | #CC9966               |
| Karmin               | #960018               |
| Karmesin             | #FF3366               |
| Rosenrød             | #FF66BB               |
| Turkisblå eller Azur | #00CCDD turquoise     |
| Skarlagen            | #FF2400               |
| Kobberfarve          | #CC5511               |
| Gul                  | #FFFF00               |
| Khaki                | #C3B091 khaki         |
| Beige                | #F5F5DC beige         |
| Indigo               | #4B0082 indigo        |
| Olivengrøn           | #808000 olive         |
| Laksefarve           | #FA8072 salmon        |
| Himmelblå            | #87CEEB skyblue       |
| ultramarinblå        | #4100CC               |
| Chokoladefarve       | #7B3F00 chocolate     |
| Magenta              | #FF00FF magenta       |
| Karmoisin            | #DC143C               |
| Cyan                 | #00FFFF cyan          |
| Guld                 | #FFD700 gold          |
| Lyserød              | #FFC0CB pink          |
| Kobber               | #B87333 (copper)      |
| Sølv                 | #E6E8FA (silver)      |
| Grøn                 | #008000               |
| Bordeaux             | #800020               |
| Orange               | #FF6600               |